# Cockney Rejects
Cockney Rejects és un grup anglès de punk rock que es va formar a l'East End de Londres el 1977. La seva cançó de 1980 «Oi, Oi, Oi» va inspirar el nom del gènere musical de l'oi!. Els membres de la banda són seguidors del West Ham United Football Club i homenatgen l'equip amb la seva exitosa versió de «I'm Forever Blowing Bubbles», una cançó tradicionalment cantada per l'afició del West Ham.

## Història
Cockney Rejects es va formar el 1977 pels germans Jeff i Micky Geggus, amb el seu cunyat Chris Murrell al baix i Paul Harvey a la bateria. La seva primera maqueta, Flares n' Slippers, va cridar l'atenció del propietari de Small Wonder Records, Pete Stennett, que va presentar el grup a Bob Sergeant. Amb Sergeant van gravar el senzill «Flares n' Slippers», que va esgotar la seva primera edició. A continuació, Murrell i Harvey van ser substituïts per Vince Riordan al baix i Andy Scott a la bateria. Així es va donar a conèixer la formació clàssica de Cockney Rejects, i el seu debut a la Bridge House de Canning Town el juny de 1979 es considera un punt d'inflexió per a la banda. El setembre d'aquell mateix any, el grup va signar amb EMI i va llançar el seu àlbum Greatest Hits, Vol. 1 el febrer de 1980.
El seu senzill de major èxit al Regne Unit, «The Greatest Cockney Rip-Off» dels anys 1980, va ser una paròdia de la cançó «Hersham Boys» de Sham 69. Altres cançons de Cockney Rejects eren menys comercials car tendien a tractar temes difícils com ara la lluita al carrer o el hooliganisme del futbol. Altres senzills que van aparèixer al Regne Unit van ser «Bad Man», «We Can Do Anything», «I'm Forever Blowing Bubbles» i «We Are the Firm», tots a partir del 1980.
La violència representada a les seves lletres es reflectia sovint en els seus concerts, i els membres de la banda havien de barallar-se per a defensar-se (sovint dels seguidors d'equips de futbol contraris) o per a separar els membres del públic. Jeff i Mick Geggus havien estat de joves boxadors i havien combatut a nivell nacional. L'oncle del baixista Vince Riordan era Jack «The Hat» McVitie, un gàngster cockney que va ser assassinat per Reggie Kray.
Cockney Rejects ha expressat el seu menyspreu per la classe política en les seves lletres, i van rebutjar les afirmacions de la premsa que seguien el British National Socialist Movement o que els membres de la banda donaven suport a les opinions d'aquest grup d'extrema dreta. En la seva primera entrevista amb Sounds se'n va burlar i van afirmar que molts dels seus herois eren boxejadors negres. L'autobiografia de Jeff Turner, Cockney Reject, descriu un incident en què els membres del grup i els seus seguidors van protagonitzar una batalla campal contra els membres del British Movement en un dels primers concerts de Cockney Rejects al Cedar Club de Birmingham.
EMI va publicar un recopilatori definitiu sobre Cookney Rejects el 29 d'agost de 2011, amb el títol de Join the Rejects, the Zonophone years '79 -'81, en una col·lecció de tres discos de tots els seus enregistraments EMI, incloses les sessions de John Peel i rareses. El 2013 es va publicar la pel·lícula East End Babylon i un àlbum homònim.
Tony Van Frater va morir l'octubre del 2015, als 51 anys. El febrer de 2016, es va anunciar que l'exbaixista de Cockney Reject, Vince Riordan, s'havia tornat a unir a la banda.

## Discografia

### Àlbums
- Greatest Hits Vol. 1 (EMI, 1980)
- Greatest Hits Vol. II (EMI, 1980)
- The Power and the Glory (EMI, 1981)
- The Wild Ones (A.K.A. Records, 1982)
- Quiet Storm (Heavy Metal Records, 1984)
- Lethal (Neat Records, 1990)
- Out of the Gutter (Captain Oi Records, 2002)
- Unforgiven (G&R Records, 2007)
- East End Babylon (Cadiz Music, 2012)[14]

### Recopilatoris i àlbums en directe
- Greatest Hits Vol. 3 (Live & Loud) (1981)
- Unheard Rejects (1985 - collection of demo tracks recorded between 1979 and 1981)
- We Are The Firm (1986)
- The Best Of The Cockney Rejects (1993)
- The Punk Singles Collection (Dojo, 1997)
- Oi! Oi! Oi! (Castle, 1997)
- Greatest Hits Volume 4: Here They Come Again (Rhythm Vicar, 2000 - reissued as Back on the Street - Victory Records, 2000)
- Join the Rejects, the Zonophone years '79-'81 (EMI, 2011)

### Compartits
- Oi! The Album (1980)
- Total Noise (7-inch EP - 1983 - as Dead Generation)
- Lords Of Oi! (Dressed to Kill, 1997)
- Addicted to Oi! (2001)